# Drew Peterson
Drew B. Peterson, född 9 november 1999 i Libertyville i Illinois, är en amerikansk professionell basketspelare (SF/PF) som spelar för Charlotte Hornets i National Basketball Association (NBA). Han har tidigare spelat för Boston Celtics.
Peterson var med och vinna NBA-mästerskapet med Boston Celtics för säsongen 2023–2024.
Han blev aldrig NBA-draftad.
Innan Peterson blev proffs studerade han först vid Rice University och spelade för deras idrottsförening Rice Owls. Peterson blev senare överförd till University of Southern California för spel i USC Trojans.